# Mihălășeni (Botoșani)
Pour les articles homonymes, voir Mihălășeni.
Mihălășeni est une commune roumaine située dans le județ de Botoșani.